# Schweizer Fussballmeisterschaft 1926/27
Die 30. Schweizer Fussballmeisterschaft fand 1926/1927 statt. Der Grasshopper Club Zürich konnte die Meisterschaft als erster Klub zum sechsten Mal für sich entscheiden und wurde somit alleiniger Schweizer Rekordmeister. Meister der Serie Promotion wurde der BSC Young Boys 2.

## Modus
Die Serie A war in 3 regionale Gruppen mit je 9 Mannschaften aufgeteilt. Die Sieger der drei Gruppen traten in Finalspielen um die Meisterschaft gegeneinander an. Die Serie Promotion bestand ebenfalls aus 3 regionalen Gruppen, die ihrerseits in je 2 Gruppen zu 7 bis 9 Mannschaften aufgeteilt waren. Die drei Letztklassierten der Serie-A-Gruppen spielten gegen die Sieger der drei entsprechenden Serie-Promotion-Gruppen eine Barrage um den Verbleib in der bzw. den Aufstieg in die Serie A.

## Serie A

### Gruppe Ost
| Pl. | Verein                  | Sp. | S  | U | N  | Tore    | Diff. | Punkte |
| --- | ----------------------- | --- | -- | - | -- | ------- | ----- | ------ |
| 1.  | Grasshopper Club Zürich | 16  | 14 | 1 | 1  | 093:140 | +79   | 29     |
| 2.  | FC Young Fellows Zürich | 16  | 13 | 0 | 3  | 054:240 | +30   | 26     |
| 3.  | FC Lugano               | 16  | 11 | 2 | 3  | 049:220 | +27   | 24     |
| 4.  | FC Zürich               | 16  | 6  | 2 | 8  | 027:410 | −14   | 14     |
| 5.  | FC St. Gallen           | 16  | 4  | 4 | 8  | 024:480 | −24   | 12     |
| 6.  | SC Brühl St. Gallen     | 16  | 2  | 8 | 6  | 023:370 | −14   | 12     |
| 7.  | FC Winterthur-Veltheim  | 16  | 4  | 3 | 9  | 023:410 | −18   | 11     |
| 8.  | FC Blue Stars Zürich    | 16  | 3  | 4 | 9  | 033:570 | −24   | 10     |
| 9.  | SC Veltheim             | 16  | 3  | 0 | 13 | 021:630 | −42   | 06     |

### Gruppe Zentral
| Pl. | Verein             | Sp. | S  | U | N  | Tore    | Diff. | Punkte |
| --- | ------------------ | --- | -- | - | -- | ------- | ----- | ------ |
| 1.  | FC Nordstern Basel | 16  | 10 | 5 | 1  | 039:170 | +22   | 25     |
| 2.  | BSC Young Boys     | 16  | 10 | 5 | 1  | 030:100 | +20   | 25     |
| 3.  | FC Grenchen        | 16  | 8  | 4 | 4  | 034:220 | +12   | 20     |
| 4.  | FC Basel           | 16  | 8  | 3 | 5  | 029:260 | +3    | 19     |
| 5.  | FC Bern            | 16  | 7  | 4 | 5  | 038:240 | +14   | 18     |
| 6.  | BSC Old Boys Basel | 16  | 4  | 4 | 8  | 023:330 | −10   | 12     |
| 7.  | FC Solothurn       | 16  | 2  | 7 | 7  | 023:350 | −12   | 11     |
| 8.  | FC Concordia Basel | 16  | 4  | 1 | 11 | 017:370 | −20   | 09     |
| 9.  | FC Aarau           | 16  | 2  | 1 | 13 | 011:400 | −29   | 05     |

#### Entscheidungsspiel Sieger Gruppe Zentral
| Datum       |                    | Ergebnis |                |
| ----------- | ------------------ | -------- | -------------- |
| 8. Mai 1927 | FC Nordstern Basel | 1:0      | BSC Young Boys |

- Der FC Nordstern Basel wurde Sieger der Gruppe Zentral und nahm an der Finalrunde zur Schweizer Meisterschaft teil.

### Gruppe West
| Pl. | Verein                            | Sp. | S  | U | N  | Tore    | Diff. | Punkte |
| --- | --------------------------------- | --- | -- | - | -- | ------- | ----- | ------ |
| 1.  | FC Biel-Bienne                    | 16  | 11 | 1 | 4  | 032:180 | +14   | 23     |
| 2.  | Servette FC                       | 16  | 9  | 4 | 3  | 044:170 | +27   | 22     |
| 3.  | FC Lausanne-Sports                | 16  | 10 | 2 | 4  | 036:210 | +15   | 22     |
| 4.  | Étoile Carouge FC                 | 16  | 8  | 3 | 5  | 034:220 | +12   | 19     |
| 5.  | Urania Genève Sport               | 16  | 5  | 5 | 6  | 024:280 | −4    | 15     |
| 6.  | Cantonal Neuchâtel                | 16  | 4  | 5 | 7  | 023:320 | −9    | 13     |
| 7.  | Étoile-Sporting La Chaux-de-Fonds | 16  | 4  | 3 | 9  | 029:380 | −9    | 11     |
| 8.  | FC La Chaux-de-Fonds              | 16  | 3  | 5 | 8  | 022:450 | −23   | 11     |
| 9.  | FC Fribourg                       | 16  | 2  | 4 | 10 | 020:430 | −23   | 08     |

### Finalrunde
| Datum        |                         | Ergebnis |                         | Ort    |
| ------------ | ----------------------- | -------- | ----------------------- | ------ |
| 8. Mai 1927  | FC Biel-Bienne          | 0:1      | Grasshopper Club Zürich | Biel   |
| 15. Mai 1927 | FC Nordstern Basel      | 4:0      | FC Biel-Bienne          | Basel  |
| 22. Mai 1927 | Grasshopper Club Zürich | 2:0      | Nordstern Basel         | Zürich |

Tabelle
| Pl. | Verein                  | Sp. | S | U | N | Tore    | Diff. | Punkte |
| --- | ----------------------- | --- | - | - | - | ------- | ----- | ------ |
| 1.  | Grasshopper Club Zürich | 2   | 2 | 0 | 0 | 003:000 | +3    | 04     |
| 2.  | FC Nordstern Basel      | 2   | 1 | 0 | 1 | 004:200 | +2    | 02     |
| 3.  | FC Biel-Bienne          | 2   | 0 | 0 | 2 | 000:500 | −5    | 0      |

## Serie Promotion

### Ost

#### Gruppe 1
| Pl. | Verein                 | Sp. | S  | U | N  | Tore    | Diff. | Punkte |
| --- | ---------------------- | --- | -- | - | -- | ------- | ----- | ------ |
| 1.  | FC Chiasso             | 16  | 13 | 3 | 0  | 072:190 | +53   | 29     |
| 2.  | FC Baden               | 16  | 10 | 3 | 3  | 055:380 | +17   | 23     |
| 3.  | FC Blue Stars Zürich 2 | 16  | 7  | 4 | 5  | 046:310 | +15   | 18     |
| 4.  | FC Zürich 2            | 16  | 8  | 2 | 6  | 056:410 | +15   | 18     |
| 5.  | FC Red Star Zürich     | 16  | 8  | 2 | 6  | 047:410 | +6    | 18     |
| 6.  | FC Oerlikon            | 16  | 8  | 1 | 7  | 037:410 | −4    | 17     |
| 7.  | FC Wohlen              | 16  | 5  | 3 | 8  | 053:420 | +11   | 13     |
| 8.  | FC Neumünster Zürich   | 16  | 3  | 0 | 13 | 037:740 | −37   | 06     |
| 9.  | Ballspielclub Zürich   | 16  | 1  | 0 | 15 | 015:910 | −76   | 02     |

#### Gruppe 2
| Pl. | Verein                   | Sp. | S  | U | N  | Tore    | Diff. | Punkte |
| --- | ------------------------ | --- | -- | - | -- | ------- | ----- | ------ |
| 1.  | FC Töss                  | 14  | 11 | 1 | 2  | 045:180 | +27   | 23     |
| 2.  | FC Romanshorn            | 14  | 9  | 1 | 4  | 049:240 | +25   | 19     |
| 3.  | Sparta Schaffhausen      | 14  | 9  | 3 | 2  | 029:180 | +11   | 19     |
| 4.  | FC Winterthur-Veltheim 2 | 14  | 8  | 3 | 3  | 024:190 | +5    | 14     |
| 5.  | FC St. Gallen 2          | 14  | 6  | 1 | 7  | 021:260 | −5    | 13     |
| 6.  | Winterthurer Sportverein | 14  | 4  | 2 | 8  | 022:390 | −17   | 10     |
| 7.  | SC Veltheim              | 14  | 4  | 1 | 9  | 017:380 | −21   | 09     |
| 8.  | FC Arbon                 | 14  | 1  | 3 | 10 | 022:470 | −25   | 05     |

#### Entscheidungsspiele Sieger Serie Promotion Ost
| Datum                 |            | Gesamt |         | Hinspiel | Rückspiel |
| --------------------- | ---------- | ------ | ------- | -------- | --------- |
| 24. April/8. Mai 1927 | FC Chiasso | 6:4    | FC Töss | 3:1      | 3:3       |

- Der FC Chiasso wurde Sieger der Serie Promotion Ost und nahm an den Finalspielen der Serie Promotion teil.

### Zentral
- Der BSC Young Boys Bern 2 wurde Sieger der Serie Promotion Zentral und nahm an den Finalspielen der Serie Promotion teil.
- Der FC Madretsch war Barrage-Teilnehmer, da die 1. Mannschaft des BSC Young Boys Bern bereits in der Serie A war.

### West
- Der FC Montreux-Sports wurde Sieger der Serie Promotion West und nahm an den Finalspielen der Serie Promotion teil.

### Finalspiele
| Datum          |                       | Ergebnis |                       |
| -------------- | --------------------- | -------- | --------------------- |
| 24. April 1927 | FC Montreux-Sports    | 2:2      | BSC Young Boys Bern 2 |
| 15. Mai 1927   | BSC Young Boys Bern 2 | 2:0      | FC Chiasso            |
| 19. Juni 1927  | FC Chiasso            | 3:3      | FC Montreux-Sports    |

Tabelle
| Pl. | Verein                | Sp. | S | U | N | Tore    | Diff. | Punkte |
| --- | --------------------- | --- | - | - | - | ------- | ----- | ------ |
| 1.  | BSC Young Boys Bern 2 | 2   | 1 | 1 | 0 | 004:200 | +2    | 03     |
| 2.  | FC Montreux-Sports    | 2   | 0 | 2 | 0 | 005:500 | ±0    | 02     |
| 3.  | FC Chiasso            | 2   | 0 | 1 | 1 | 003:500 | −2    | 01     |

## Barrage Serie A/Promotion

### Gruppe Ost
| Datum         |             | Ergebnis |            | 0rt    |
| ------------- | ----------- | -------- | ---------- | ------ |
| 22. Mai 1927  | SC Veltheim | 2:1      | FC Chiasso |        |
| 29. Mai 1927  | SC Veltheim | 1:2      | FC Chiasso |        |
| 12. Juni 1927 | SC Veltheim | 1:5      | FC Chiasso | Zürich |

- Der FC Chiasso stieg in die Serie A auf.

### Gruppe Zentral
| Datum           |          | Gesamt |              | Hinspiel | Rückspiel |
| --------------- | -------- | ------ | ------------ | -------- | --------- |
| 8./15. Mai 1927 | FC Aarau | 5:1    | FC Madretsch | 4:1      | 3:1       |

- Der FC Aarau verblieb in der Serie A.

### Gruppe West
| Datum            |             | Gesamt |                    | Hinspiel | Rückspiel |
| ---------------- | ----------- | ------ | ------------------ | -------- | --------- |
| 15./22. Mai 1927 | FC Fribourg | 2:1    | FC Montreux-Sports | 1:1      | 1:0       |

- Der FC Fribourg verblieb in der Serie A.